# Rudolf Pánek
Rudolf Pánek (16. října 1872 Praha – 27. října 1938 Praha) byl český a československý odborový funkcionář, politik a meziválečný senátor Národního shromáždění ČSR za Československou stranu národně socialistickou.

## Biografie
Po absolvování vysokoškolských studií působil na poštách. Bojoval za jazykovou rovnoprávnost v rámci poštovní sítě. Byl zvolen předsedou Československé obce dělnické (odborová centrála napojená na národní socialisty). Předsedal také dalším organizacím jako Unie československých družstev a Československá obec úřednická. Během převratu v říjnu 1918 zajišťoval přechod úřednictva do služeb nového státu. Za první světové války se zapojil do domácího odboje. Od léta roku 1915 byl členem Maffie. Využíval pro odbojové aktivity poštovní sítě.
V parlamentních volbách v roce 1920 získal senátorské křeslo v Národním shromáždění. Mandát obhájil v parlamentních volbách v roce 1925, parlamentních volbách v roce 1929 a do senátu se dostal i po parlamentních volbách v roce 1935, ovšem tehdy až dodatečně roku 1937 jako náhradník poté, co zemřel senátor Emil Špatný. Po jeho smrti v roce 1938 za něj ještě krátce nastoupil (než byl senát zrušen) Ferdinand Šťastný.
Povoláním byl tajemníkem ministerstva pošt, bytem na Královských Vinohradech. Zemřel v říjnu 1938 ve svém bytě na Královských Vinohradech v Praze, když po delší dobu trpěl srdeční chorobou.